# Pennisetum clandestinum
Pennisetum clandestinum är en gräsart som beskrevs av Ferdinand von Hochstetter och Emilio Chiovenda. Pennisetum clandestinum ingår i släktet borstgräs, och familjen gräs. Inga underarter finns listade i Catalogue of Life.

## Bildgalleri

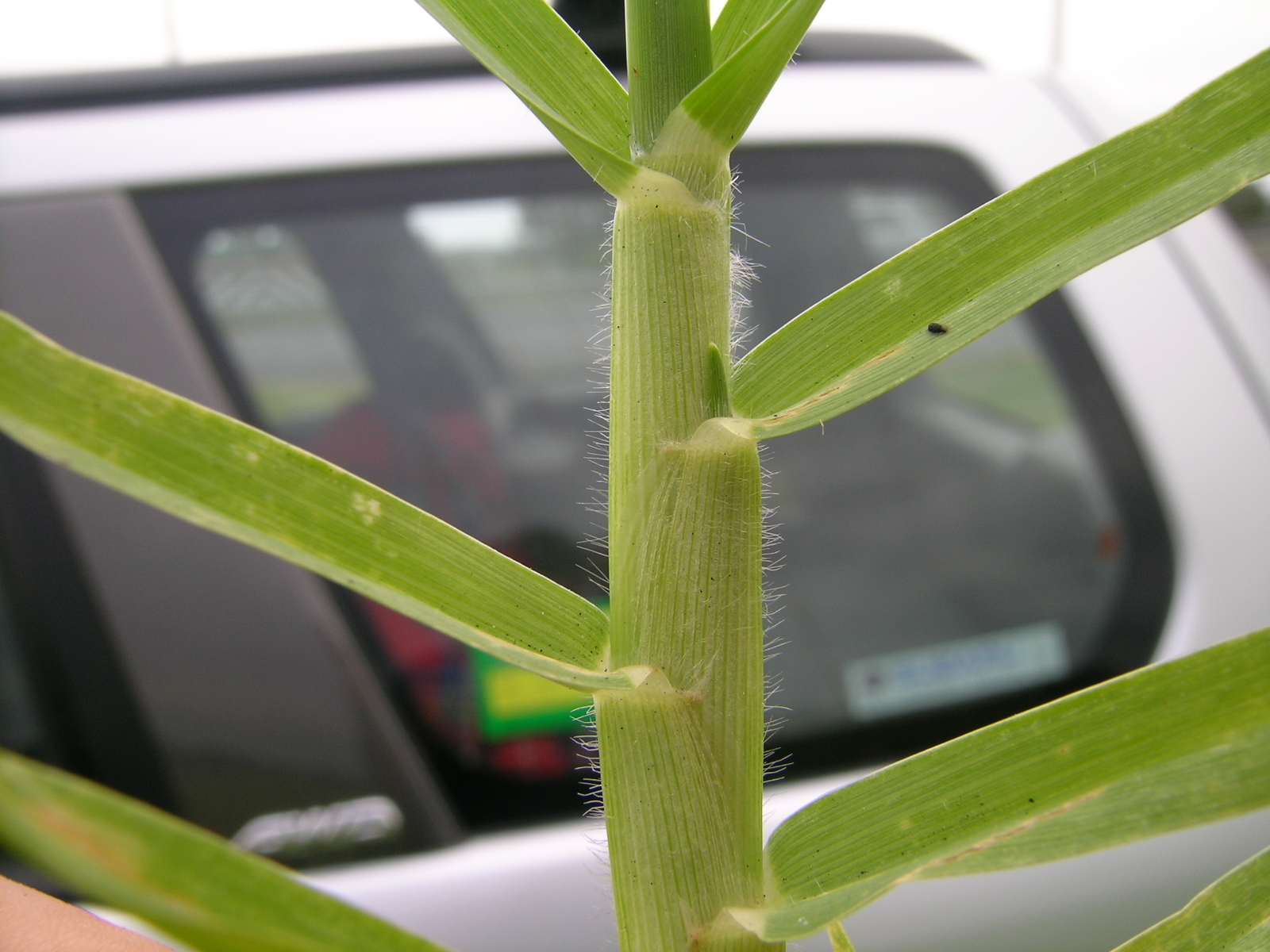
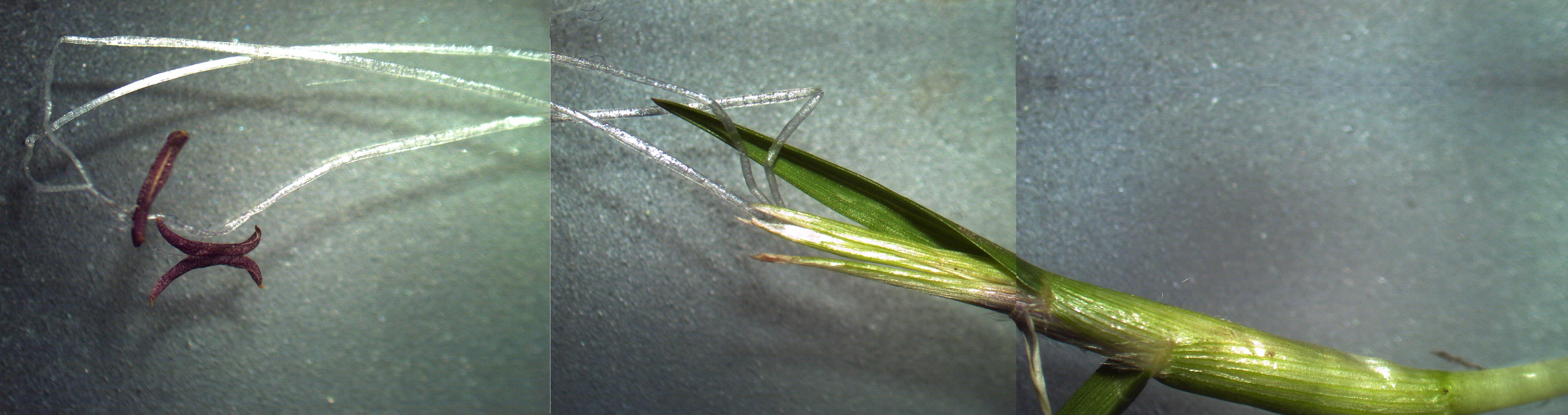
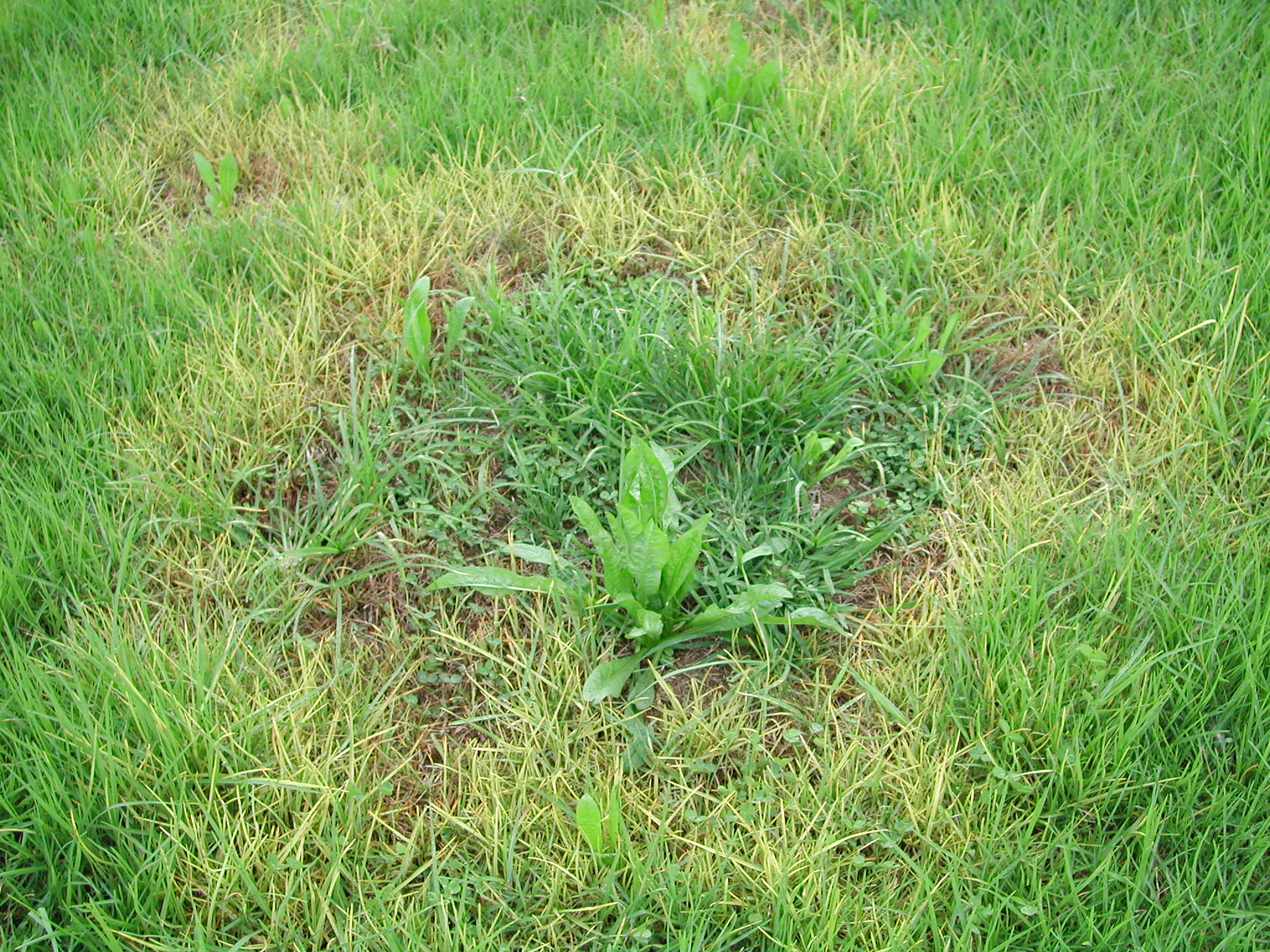
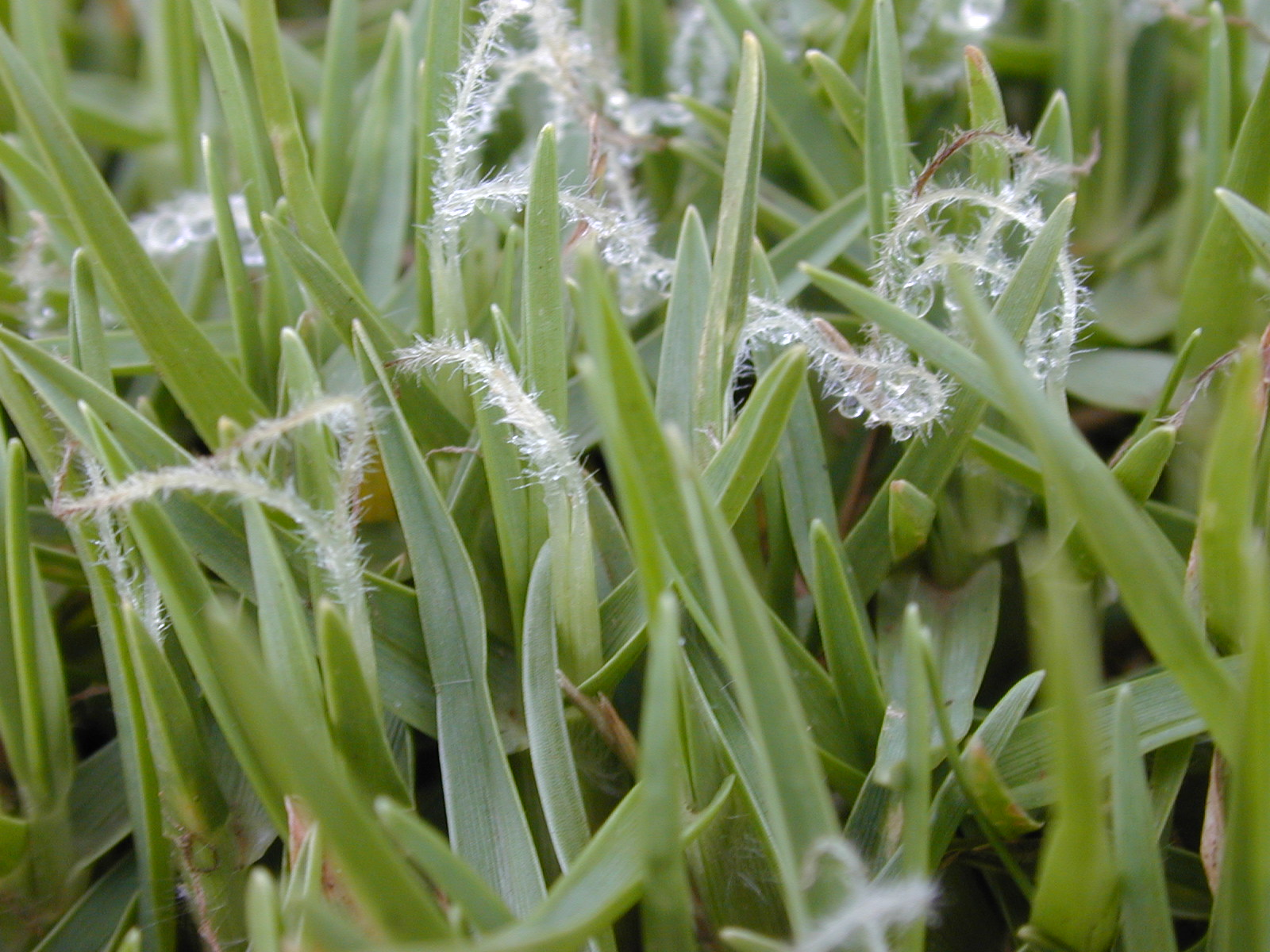
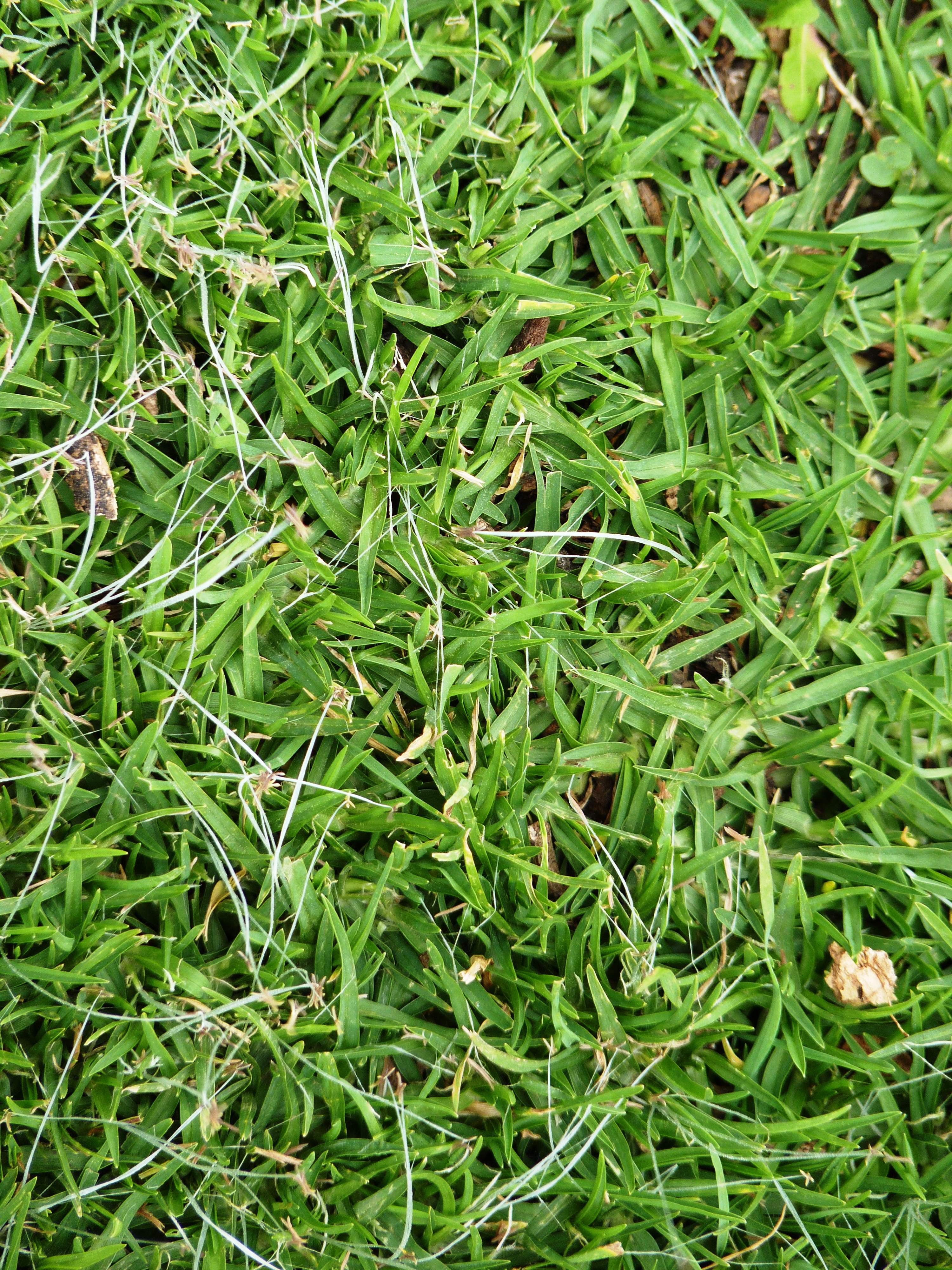
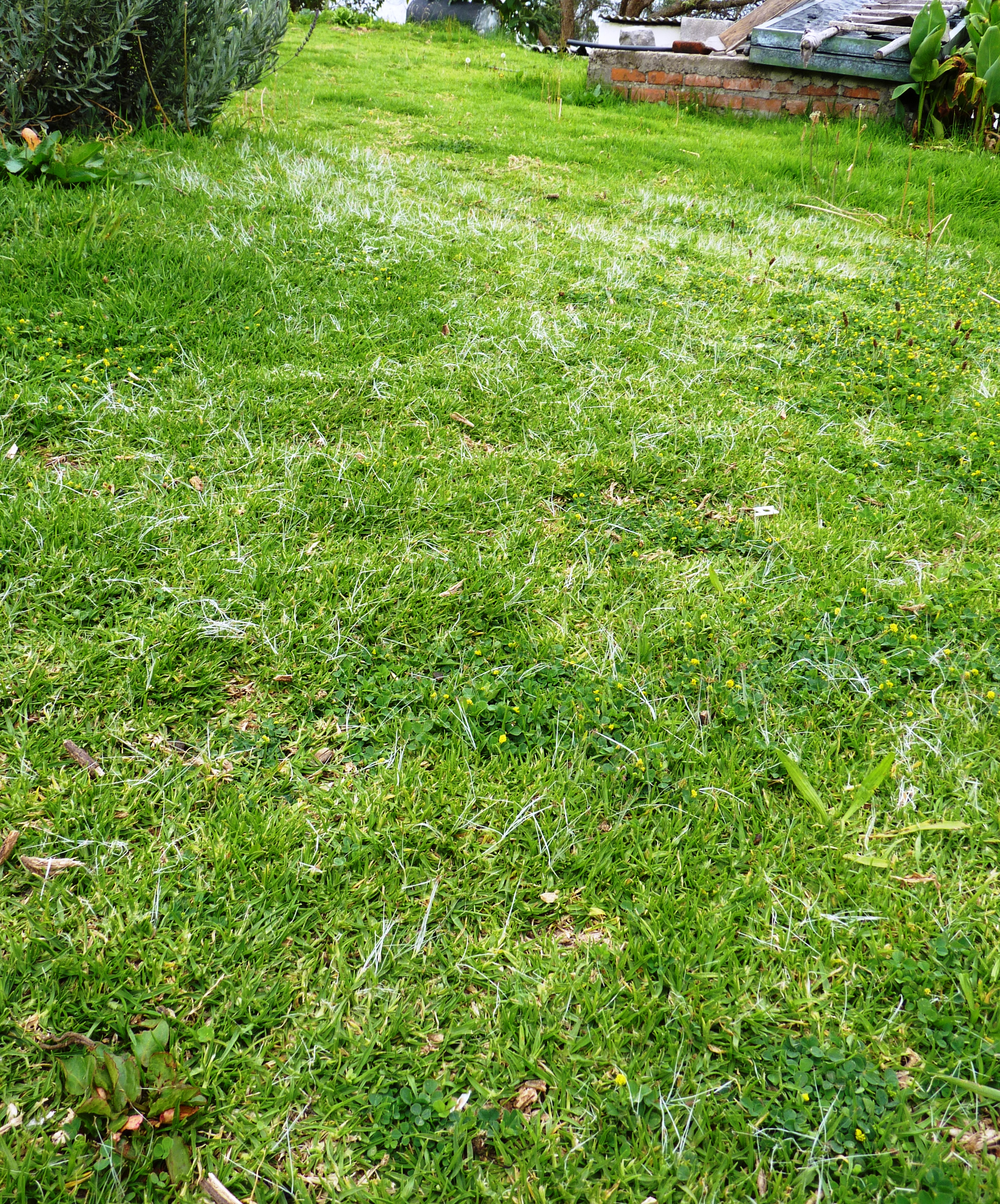